# Meilinger Dezső
Meilinger Dezső (Eger, 1892. október 3. – Miskolc, 1960. május 11.) festőművész. Miskolcon alkotott.

## Élete, munkássága
Meilinger Ödön Rudolf cipészmester és Kovács Mária fiaként született. A budapesti Képzőművészeti Főiskolán tanult, ahol 1914-ben végzett, rajztanári oklevelet szerzett. Olgyay Viktor, Réti István, Révész Imre, Szlányi Lajos és Zombory Lajos voltak a mesterei. A Szolnoki művésztelep munkájába még főiskolás korában bekapcsolódott, 1911-ben Kohner-ösztöndíjjal. Ebben főiskolai tanárai (Szlányi, Olgyay és Zombory) segítették, akik a művésztelep tagjai voltak. Ekkor ismerte meg az alföldi tájat, és Fényes Adolf hatására maradt állandó témája. 
Az első világháború kitörésekor a miskolci 10. honvéd gyalogezredbe (Tízes honvédek) sorozták be, ekkor járt először Miskolcon. Katonaként nem fegyveres szolgálatot teljesített, hanem földijével, Kövér Gyula festőművésszel együtt hadirajzolóként foglalkoztatták. Miskolcon volt egy közös kiállításuk 1917-ben a vármegyeházán. Leszerelése után, 1919-ben Miskolcon telepedett le, rajztanárként helyezkedett el. Meilinger Dezső m. kir. 10. honvéd gyalogezredbeli tart. főhadnagy, festőművész 1918. szeptember 28-án Mezőnyéken (ma: Nyékládháza), feleségül vette özvegy Nagy Zsigmondné Thuránszky Erzsébetet (c. 1891.–Miskolc, 1980. június 20.), Bizony Ákos fogadott lányát. 
1919-ben – Nyitray Dániel szobrászművésszel közösen – képzőművészeti szabadiskolát hozott létre. Ebből nőtt ki a későbbi Miskolci Művésztelep, amely 1921-ben jött létre az egykori Egri Miksa-féle vízgyógyintézet épületében és nagy parkjában. A művésztelepet nyaranta a Képzőművészeti Főiskola működtette, az év további hónapjaiban a szabadiskoláé volt. A telepnek eleinte gondnoka, majd tanára lett. Egyik alapítója volt a Miskolci Művészek Társaságának.
Stílusát a posztimpresszionizmus és a nagybányai hagyományok határozták meg, elsősorban tájképeiről ismert. Gyakran állított ki, részt vett a Műcsarnok és a Nemzeti Szalon kiállításain, Miskolcon évente voltak egyéni tárlatai, főleg a Korona szálló első emeleti kiállító termében, de csoportos kiállításokon is gyakori résztvevő volt. 1940-ben jubileumi kiállítása volt 25 éves miskolci működése alkalmából. 1939-ben Ráth-díjat, 1940-ben Zala-érmet, 1941-ben Eszterházy életképdíjat kapott. Alkotásai megtalálhatók a miskolci múzeumok és magángyűjtők kollekcióiban, illetve a jogtulajdonos révén az egri Eszterházy Károly Katolikus Egyetem tulajdonában. 1986-ban a Herman Ottó Múzeum, 2005-ben és 2017-ben a Miskolci Galéria emlékkiállítást rendezett alkotásaiból.

## Kiállításai

### Válogatott egyéni kiállításai

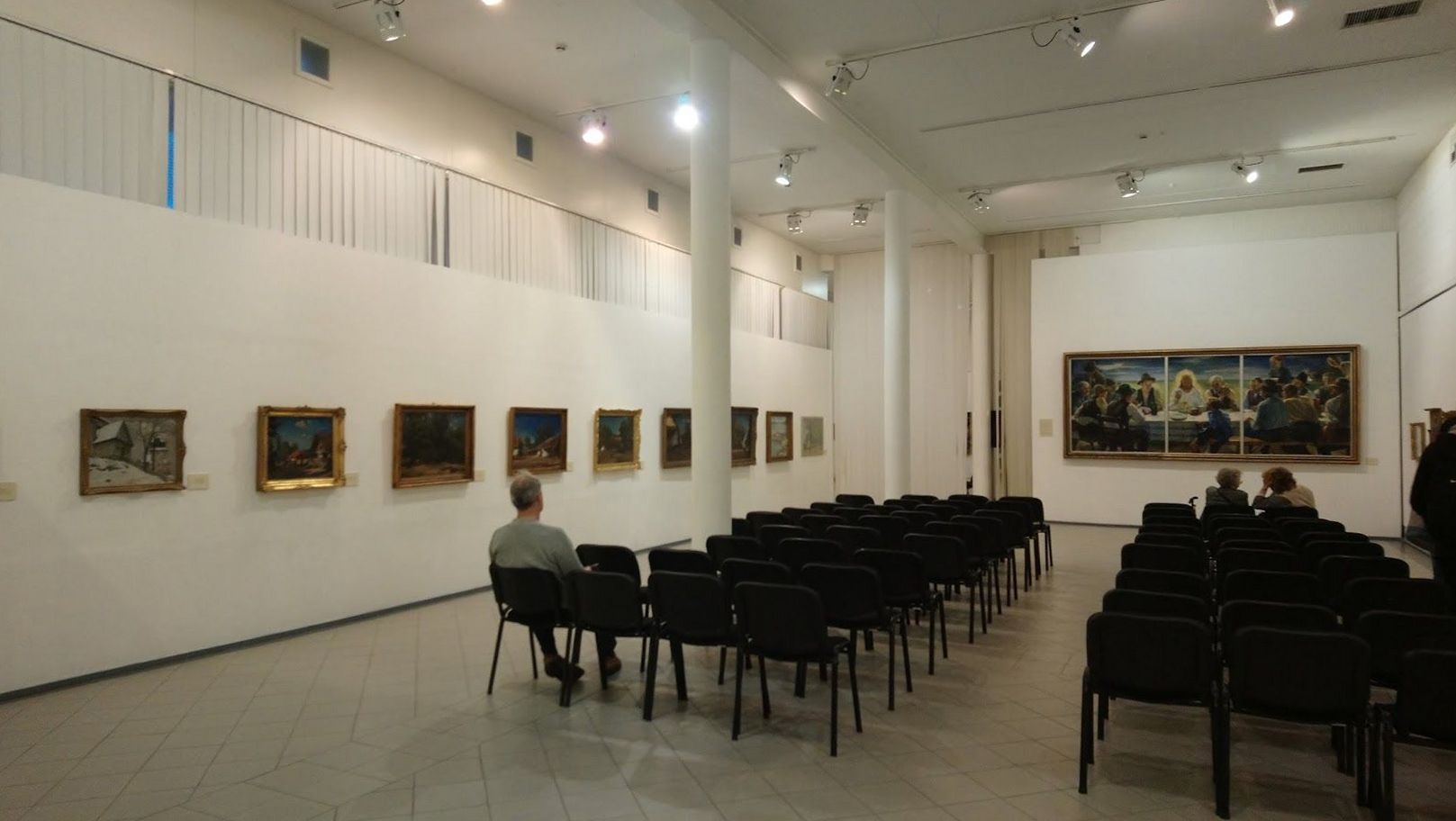
Meilinger Dezső 1917–18-as emlékkiállítása a Miskolci Galériában (részlet)

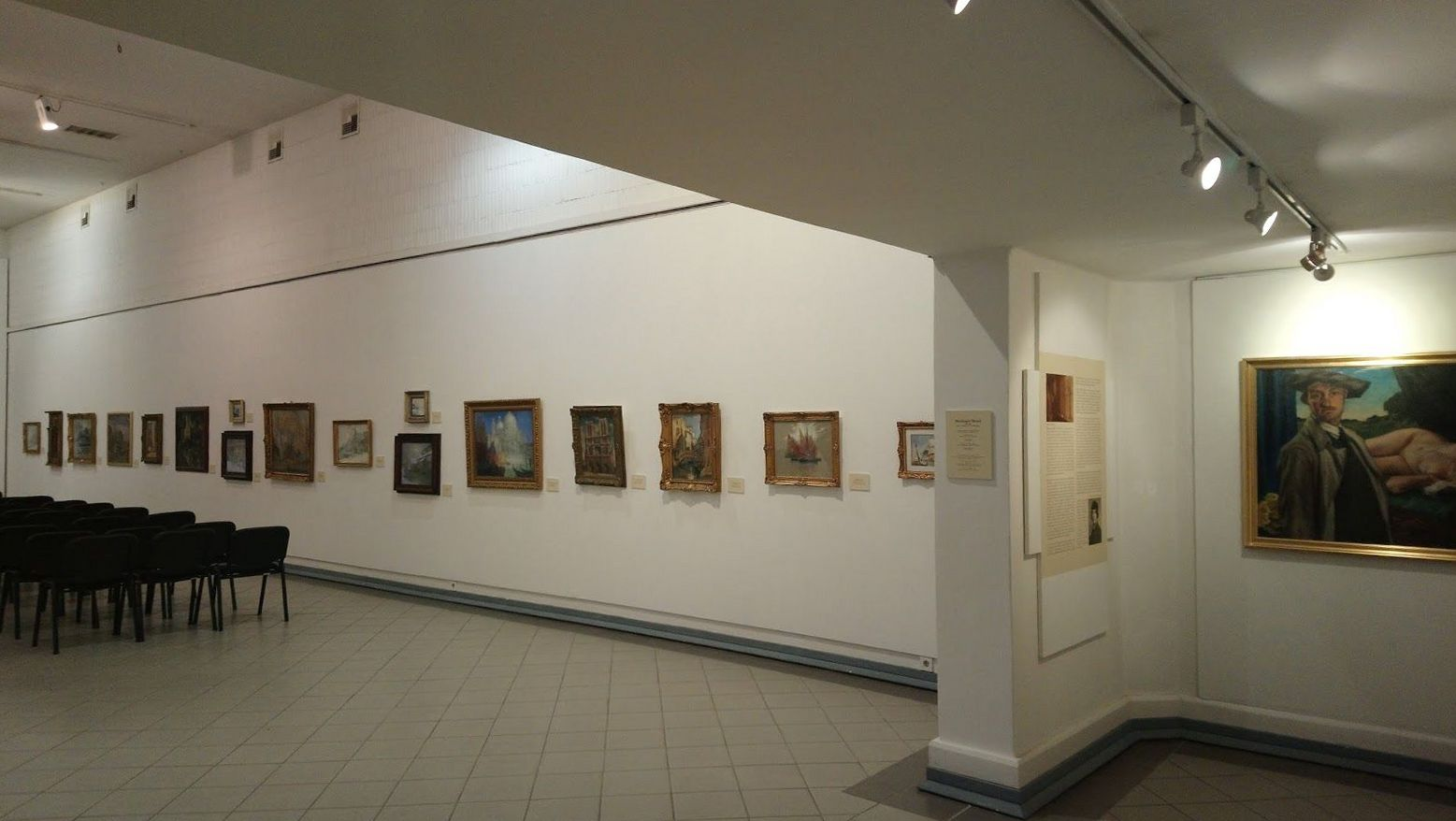
Az emlékkiállítás részlete

- 1917 – A miskolci királyi 10. honvéd gyalogezred hadikiállítása (Kövér Gyulával), Vármegyeháza, Miskolc
- 1919 – Boholy-féle üzlethelyiség, Miskolc
- 1919, 1921, 1923, 1924, 1926–1929, 1932–1934 – Városháza, Miskolc
- 1923 – Műteremkiállítás, Miskolc
- 1925, 1931 – Diósgyőr-Vasgyári Kaszinó (Bartus Ödönnel)
- 1930 – Gyűjteményes kiállítás, A Lévay József Közművelődési Egyesület kiállítóhelye, Miskolc
- 1931 – Gyűjteményes kiállítás, Megyeháza, Miskolc
- 1932 – Weidlich-palota, Miskolc
- 1935, 1936, 1938, 1939, 1947 – Korona Szálló, Miskolc
- 1940 – 25 éves jubileumi tárlat, Miskolc
- 1940 – Egri Kaszinó, Eger
- 1986 – Emlékkiállítás, Herman Ottó Múzeum, Miskolc
- 2005 – Emlékkiállítás, Miskolci Galéria
- 2017 – Emlékkiállítás, Miskolci Galéria

### Válogatott csoportos kiállításai
- 1912 – Nemzeti Szalon, Budapest
- 1913-tól – A Műcsarnokban állandó kiállító
- 1918 – Az Országos Magyar Képzőművészeti Társulat tavaszi kiállítása, Szépművészeti Múzeum, Budapest
- 1920 – A Miskolci Művésztelep I. csoportkiállítása, Megyeháza, Miskolc
- 1924,1925–1930,1932–1934 – A Lévay József Közművelődési Egyesület Képzőművészeti Szakosztályának kiállításai, Városháza, Miskolc
- 1936, 1947 – A „Miskolci Hét” képzőművészeti kiállítása, Miskolc
- 1942 – Magyar Grafikus Művészek Egyesületének vándorkiállítása, Miskolc
- 1950 – Miskolci képzőművészek kiállítása, Borsod-Miskolci Múzeum, Miskolc
- 1954 – A vidéken élő képzőművészek kiállítása, Ernst Múzeum, Budapest
- 1955 – Borsodi Képzőművészek V. megyei kiállítása, Herman Ottó Múzeum, Miskolc
- 1957 – Miskolci Országos Grafikai Kiállítás, Kamaraszínház, Miskolc

## Művei közgyűjteményekben
- Herman Ottó Múzeum, Miskolc
- Hadtörténeti Intézet és Múzeum, Budapest
- Miskolci Galéria, Miskolc